# Kabinett Celmiņš II

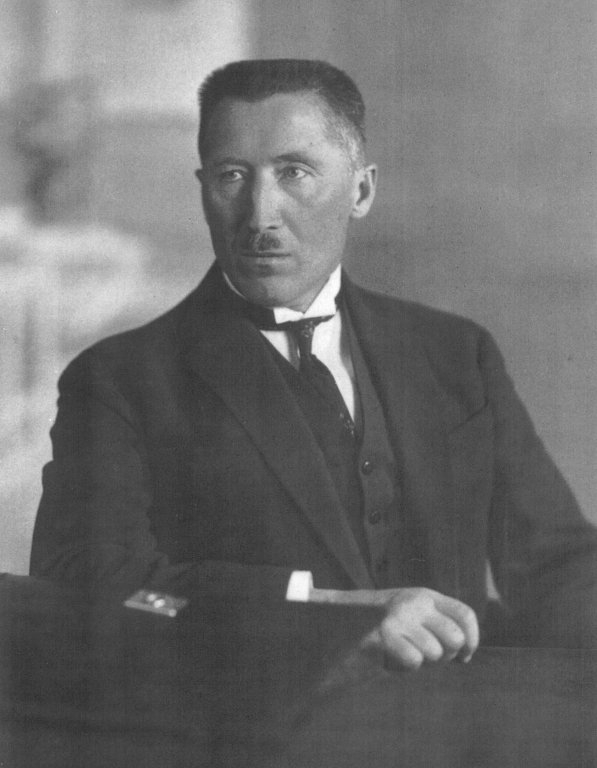
Ministerpräsident Hugo Celmiņš

Das Kabinett Celmiņš II war die 14. Regierung der Republik Lettland und wurde am 1. Dezember 1928 von Ministerpräsident Hugo Celmiņš gebildet. Das Kabinett löste das Kabinett Juraševskis ab und blieb bis zum 26. März 1931 im Amt, woraufhin es vom Kabinett Ulmanis VI abgelöst wurde.
Dem Kabinett gehörten folgende Minister an:
| Amt                                       | Amtsinhaber                                       | Beginn der Amtszeit                                  | Ende der Amtszeit                                |
| ----------------------------------------- | ------------------------------------------------- | ---------------------------------------------------- | ------------------------------------------------ |
| Ministerpräsident                         | Hugo Celmiņš                                      | 1. Dezember 1928                                     | 26. März 1931                                    |
| Außenminister                             | Antons Balodis Hugo Celmiņš                       | 1. Dezember 1928 5. Debruar 1930                     | 4. Februar 1930 26. März 1931                    |
| Innenminister                             | Eduards Laimiņš                                   | 1. Dezember 1928                                     | 26. März 1931                                    |
| Kriegsminister                            | Antons Ozols Eduards Laimiņš Mārtiņš Vācietis     | 1. Dezember 1928 10. Dezember 1929 20. Dezember 1929 | 9. Dezember 1929 19. Dezember 1929 26. März 1931 |
| Finanzminister                            | Ansis Petrevics                                   | 1. Dezember 1928                                     | 26. März 1931                                    |
| Justizminister                            | Baldvins Disterlo Bernhards Bērents Juris Pabērzs | 1. Dezember 1928 24. Januar 1929 19. Dezember 1929   | 23. Januar 1929 27. November 1929 26. März 1931  |
| Landwirtschaftsminister                   | Arturs Alberings Vilis Gulbis                     | 1. Dezember 1928 6. März 1930                        | 5. März 1930 26. März 1931                       |
| Verkehrsminister                          | Fridrihs Ozoliņš Edmunds Ziemelis                 | 1. Dezember 1928 24. Dezember 1930                   | 23. Dezember 1930 26. März 1931                  |
| Minister für öffentliche Wohlfahrt        | Vladislavs Rubulis                                | 1. Dezember 1928                                     | 26. März 1931                                    |
| Bildungsminister                          | Edmunds Ziemelis                                  | 1. Dezember 1928                                     | 26. März 1931                                    |
| Stellvertretender Landwirtschaftsminister | Staņislavs Ivbuls                                 | 1. Dezember 1928                                     | 26. März 1931                                    |